# Isole (gruppo musicale)
Gli Isole sono una band epic doom metal svedese sotto contratto con l'etichetta discografica tedesca Cyclone Empire.

## Gli inizi
Formatasi nel 1990 con il nome Forlorn, la band pubblica diverse demo prima di cambiare il proprio nome in "Isole" nel 2003 per evitare confusione con altre band omonime. 
Nel 2005, gli Isole danno alle stampe il loro album di debutto, Forevermore attraverso la I Hate Records. Nel 2006 pubblicano anche The Beyond e Throne of Void attraverso la medesima etichetta.
Nel 2008, viene rilasciato il terzo album in studio degli Isole, Bliss of Solitude, tramite la Napalm Records.
Il successivo album in studio, Silent Ruin, del 2009, è stato pubblicato tramite la medesima etichetta. Silent Ruins è un concept album su un uomo che si sveglia senza alcun ricordo della sua vita in un mondo post-apocalittico; acquisisce lentamente ricordi su se stesso ma teme che ciò porterà a una conclusione devastante per lui. Crister Olsson ha dichiarato in un'intervista che la storia di Silent Ruins continuerà in un album futuro, forse dopo un paio di dischi. Nell'ottobre 2011 è stato pubblicato l'album Born from Shadows.

## The Calm Hunter (2013 – presente)
Alla fine del 2013, Isole ha iniziato la produzione del loro nuovo disco. Il 28 maggio 2014, la band si separa dalla loro etichetta discografica, la Napalm Records. Successivamente, il 29 luglio 2014, firmano con la Cyclone Empire. il 29 luglio 2014.  Il loro nuovo album,The Calm Hunter, tramite questa label, esce il 28 novembre 2014. 
Il 15 ottobre 2014 la band pubblica l'elenco dei brani di The Calm Hunter. Il 28 ottobre 2014, sul sito web della band viene rilasciata una dichiarazione secondo cui Jonas Lindström avrebbe lasciato la band: "È con tristezza che annunciamo che Jonas lascerà gli Isole. Ci mancherà sicuramente! Gli auguriamo buona fortuna per tutto; ci siamo divertiti moltissimo negli Isole. Speriamo di poter annunciare presto un sostituto dietro la batteria!". L'ultimo spettacolo che Jonas ha eseguito con gli Isole ha avuto luogo il 28 novembre 2014.

## Formazione[5]

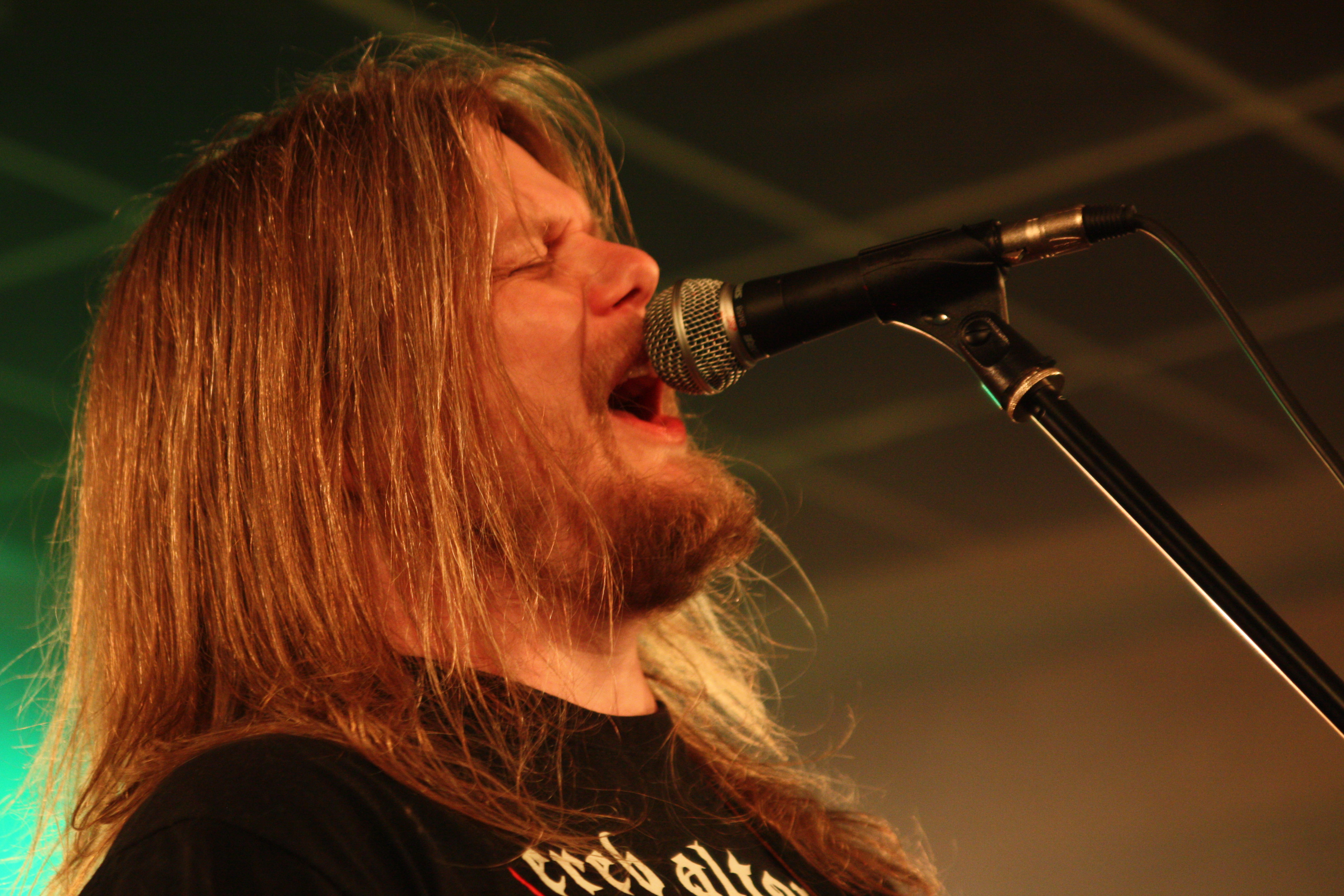
Daniel Bryntse

- Daniel Bryntse - chitarra, voce (2004–presente), batteria (2005)
- Jimmy Mattsson - basso, voce (2012–presente)
- Crister Olsson - chitarra, voce (2004–presente)
- Victor Parri - batteria (2014-presente)

## Discografia
- Promo 2004 (demo, 2004)
- Forevermore (2005)
- The Beyond (2006)
- Throne of Void (2006)
- Bliss of Solitude (2008)
- Silent Ruins (2009)
- Born From Shadows (2011)
- The Calm Hunter (2014)
- Dystopia (2019)
- Anesidora (2023)